# Ylleindustri
Ylleindustrin var som allra störst i Sverige under efterkrigstiden då den sysselsatte drygt 16 000 anställda 1950. Flera svenska yllefabriker var då redan starkt rationaliserade och arbetade med moderna automatiska skyttel-vävmaskiner. I början av 1960-talet köpte Marieholms Yllefabriks AB som första företag i Sverige de då revolutionerande och mycket produktiva schweiziska skyttellösa vävmaskinerna av fabrikat Sulzer. Ännu modernare och mera snabbgående vävmaskiner har sedan dess kommit ut på marknaden. I dessa transporteras väftgarnet pneumatiskt. Alla svenska yllefabriker av betydelse är numera nerlagda, och i dagsläget berörs endast ett hundratal anställda av yllehantering.
Garnets benägenhet att brista fordrade speciella vävmaskiner som anpassades till förutsättningarna i fibern. Parallellt med de särskilda behoven konkurrerade råvaran ull med syntetfiberns intåg och modets växlingar som ledde till att yllekostymer och yllekappor inte var lika efterfrågade.
Ylletyger kunde även vävas i speciella jacquardvävstolar och gav en bättre produkt om ullfibern blandades upp med till exempel konstfibrer, till exempel regenatfibrern viskos eller syntetfiber. Dessutom har tillgången till råvaran och de olika kvalitetsaspekterna på råvarans karaktär påverkat ylleindustrins utveckling.